# Duffy, el Oso de Disney
Duffy, el Oso de Disney ("Duffy the Disney Bear" en inglés; ダッフィー) es un oso de peluche de los Parques Disney que se puede encontrar en Tokyo Disney Resort, Hong Kong Disneyland, Disneyland Paris, Shanghai Disneyland, Disney Cruise Line y anteriormente en Disneyland Resort, y Walt Disney World.
Es un oso marrón, generalmente mostrado con atuendo y gorro de marinero blancos. Duffy tiene dos características de Mickey Mouse: una cara de forma similar, y una marca de nacimiento con forma de cabeza de Mickey en las patas. Duffy es único entre los personajes de Disney dentro del mundo de Mickey en el sentido de que no apareció por primera vez en una película o programa de televisión de Disney, hasta que hizo su debut televisivo en el desfile de Navidad Disney Parks Christmas Day Parade de 2010. El 30 de junio de 2020, The Disney Parks publicó en YouTube un corto en stop motion llamado "Morning Glories" con Duffy y sus amigos, y luego nuevamente en 2021 otro corto en stop motion llamado "Spring Surprise".
En septiembre de 2022, se anunció una serie de stop motion de Duffy and Friends para Disney+.

## Historia del personaje
El Oso de Disney se creó originalmente y se vendió brevemente en la tienda de juguetes "Once Upon a Toy" del centro comercial Downtown Disney en Walt Disney World en 2002 como un producto único para su apertura. Con los ejecutivos de The Oriental Land Company buscando nuevas ideas y los osos de peluche siendo culturalmente populares, la compañía adoptó el personaje en 2004, dándole un nombre, un traje de marinero y una historia de fondo, comercializándolo en el parque Tokyo DisneySea. Fue agregado como un personaje para conocer y saludar, convirtiéndose en un personaje regular en 2005. Ese año, el oso, como "Mi primer oso de Disney", se entregó en la Perfectly Princess Tea Party de Disney's Grand Floridian Resort & Spa. A medida que crecía la popularidad de Duffy, los ejecutivos comenzaron a cambiar un poco el tema de la sección del Old Cape Cod en Tokyo DisneySea para agregar a Duffy, lo que incluía cambiar el espectáculo "Donald's Boat Builders" a "My Friend Duffy", que cuenta la historia de cómo Duffy cobra vida. Y debido a la popularidad de Duffy entre los fanáticos japoneses, se establecieron límites en la cantidad que un invitado podía comprar. Mujeres de 20 a 35 años hacían fila en las tiendas con cualquier lanzamiento de vestuario nuevo.
A través de la iniciativa corporativa, "Duffy the Disney Bear" se exportó a los otros parques de Disney. Duffy fue lanzado en los parques estadounidenses de Disney el 14 de octubre de 2010. Luego se unió a Hong Kong Disneyland Resort el 19 de noviembre de 2010. En 2012, apareció en Disneyland Paris.

## Historia de fondo

### Como "El Oso de Disney" (2002–2004)
Cuando fue introducido simplemente como "El Oso de Disney", comenzó con una historia de fondo completamente diferente a la que se le da actualmente. Un día en Magic Kingdom, Mickey Mouse estaba caminando con su osito de peluche favorito y deseaba tener un mejor amigo. Campanilla apareció, y tras escuchar el deseo de Mickey, roció polvo de hadas en el oso, el cual cobró vida. Tras ello, Mickey y el oso vivieron muchas aventuras en Magic Kingdom.

### Como "Duffy" (desde 2004)
Como cuenta la historia actual de Duffy, Mickey Mouse era un capitán de Barco que a veces se sentía solo porque extrañaba a sus amigos y familiares. Especialmente a su amor, Minnie Mouse. Entonces, un día, Minnie decidió hacer un osito de peluche especial para Mickey. También hizo una botella con una carta que decía "¡Espero que este oso te dé felicidad y suerte!". Luego, colocó todo en una bolsa de lona. Cuando Mickey recibió su regalo, estaba muy feliz, y decidió llamar al oso "Duffy". Esa noche, mientras dormía, Mickey tuvo un sueño en el que Duffy cobraba vida disfrazado de marinero y decía "¡Mickey, vivamos aventuras juntos!". Al día siguiente, cuando Mickey se despertó, el oso se veía exactamente como en el sueño. Y Mickey jura hasta el día de hoy que cuando se dio la vuelta, el oso le guiñó un ojo. Mickey ya no se sentía solo y comenzó a vivir muchas aventuras con Duffy, tomando fotos en todas partes. Cuando Mickey volvió a casa, les mostró a sus amigos todas las aventuras que tuvo con Duffy, y Goofy comentó "¡Cáspita, ese Duffy es un oso especial!". Pronto, todos también querían un oso Duffy, así que Minnie se puso a trabajar con Daisy para hacer Duffys para todos.

## Duffy and Friends
Duffy and Friends ("Duffy y sus amigos") es como se le conoce a la línea de personajes dentro del universo relacionado con Duffy. Todos los personajes (a excepción de Tippy Blue) son peluches, pero cobran vida en la imaginación de Mickey.
Entre los personajes se encuentran:
- ShellieMay (debut en Tokyo DisneySea el 22 de enero de 2010[9]), una osita de peluche color canela con un lazo verde (a veces rosado) en la cabeza y un colgante de concha marina, hecha por Minnie Mouse para Duffy, o también mostrada con un atuendo de marinera azul y un gorro de marinera blanco, y buena amiga Duffy. ShellieMay vive en la zona de Old Cape Cod en American Waterfront (Tokyo DisneySea).[6]
- Gelatoni (debut en Tokyo DisneySea el 30 de junio de 2014), una gata verde artístico y creativo con una boina azul que ve belleza en todo. Vive en Palazzo Canals en Mediterranean Harbor (Tokyo DisneySea).[6]
- StellaLou (debut en Tokyo DisneySea el 23 de marzo de 2017[5]), una coneja lavanda con una flor azul en la cabeza, y vestida con un tutú y zapatillas de ballet azules. Está decidida a convertirse en bailarina, por lo que no duda en trabajar duro. Hizo apariciones limitadas hasta el 31 de agosto de 2017. El 10 de agosto de 2017, StellaLou hizo su primera aparición en Hong Kong Disneyland. Ella vive en la zona de Nueva York en American Waterfront (Tokyo DisneySea).[10]
- CookieAnn (debut en Hong Kong Disneyland el 30 de abril de 2018), una perra amarilla con gorro de chef a la que le encanta combinar diferentes cosas para crear recetas e ideas únicas. Ella vive en la zona de Main Street, USA (Hong Kong Disneyland). Originalmente, su nombre era Cookie hasta que se cambió a CookieAnn en 2019.[6]
- 'Olu Mel (debut en Aulani, a Disney Resort & Spa el 27 de julio de 2018[11]), una tortuga tímida a la que le encanta hacer música con su ukelele. Es el único personaje masculino a parte de Duffy en su círculo de amigos. Él se siente muy cerca de la naturaleza y, a veces, puede tocar música con ella. A menudo se le encuentra en la zona de Hawái en Aulani. Su versión con vestuario apareció por primera vez en Shanghai Disneyland el 1 de septiembre de 2020, para el Mes de Duffy.[12] Su nombre era originalmente 'Olu, hasta que se cambió a 'Olu Mel. Al contrario del resto de sus compañeros, quienes tienen una marca con forma de la cabeza de Mickey en las patas, él la tiene en el centro de su caparazón.

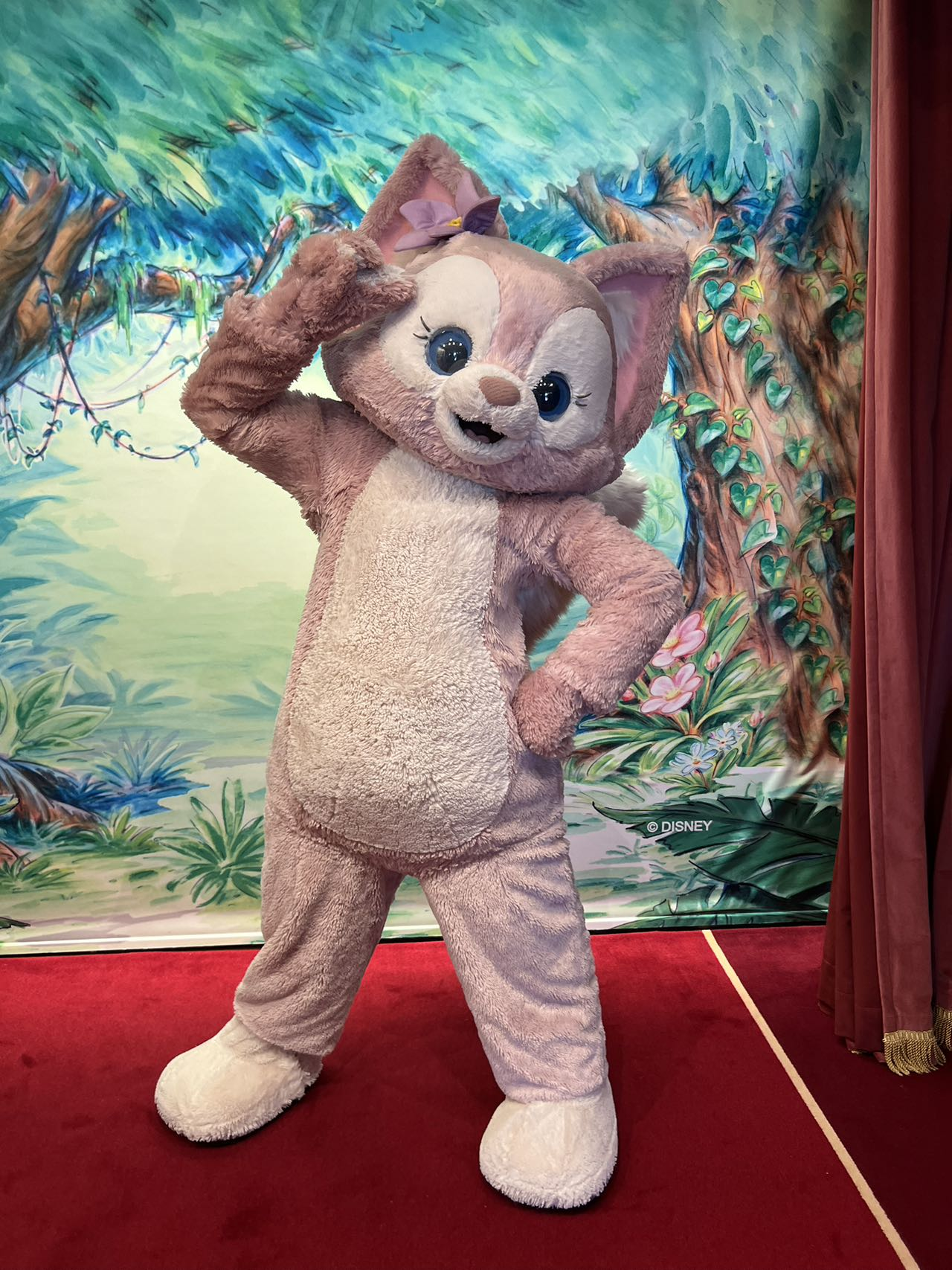
LinaBell en Hong Kong Disneyland.

- LinaBell en Hong Kong Disneyland.LinaBell (debut en Shanghai Disneyland el 29 de septiembre de 2021[13]), una inteligente zorra rosa con una orquídea morada en la cabeza a la que le encanta resolver problemas y misterios encontrando pistas con su característica lupa.[14]
- Tippy Blue es un personaje secundario en Duffy and Friends. Él no es un peluche como el resto de los personajes, siendo una gaviota cartero que a veces comete errores por descuido a pesar de sus buenas intenciones. Ha aparecido en algunas historias de Duffy y ha narrado en el espectáculo "My Friend Duffy" en Cape Cod (Tokyo DisneySea).[15]